# Andoornschildwants
De andoornschildwants (Stagonomus venustissimus) (oude naam: prachtbronsschildwants) is een wants uit de familie schildwantsen (Pentatomidae).

## Uiterlijke kenmerken
De wants bereikt een lichaamslengte van 5,5 tot 6,5 millimeter. Het lichaam is ovaalrond en heeft een sterk gebogen vorm. De lichaamskleur is grijs, het lichaam heeft een sterke glans. De kop en het voorste deel van het halsschild (pronotum) en de schildje (scutellum) zijn koperkleurig. De rand van het abdomen heeft afwisselend patroon van zwart en wit.

## Algemeen
De soort komt voor in Noord-Afrika en Europa. Hij heeft minder hoge  temperaturen nodig dan de verwante soort Eysarcoris aeneus, die tot nu toe alleen in het zuidelijk deel van Nederland wordt waargenomen. Hij heeft een voorkeur voor schaduwrijke plekken, zoals heggen en bosranden.
De wantsen zijn te vinden in de kruidlaag op planten uit de lipbloemenfamilie (Lamiaceae). Meestal op andoorn (Stachys), maar ook op andere planten uit deze familie, bijvoorbeeld hennepnetel (Galeopsis),  dovenetel (Lamium),  De volwassen dieren overwinteren en in augustus verschijnt de nieuwe generatie.

## Afbeeldingen

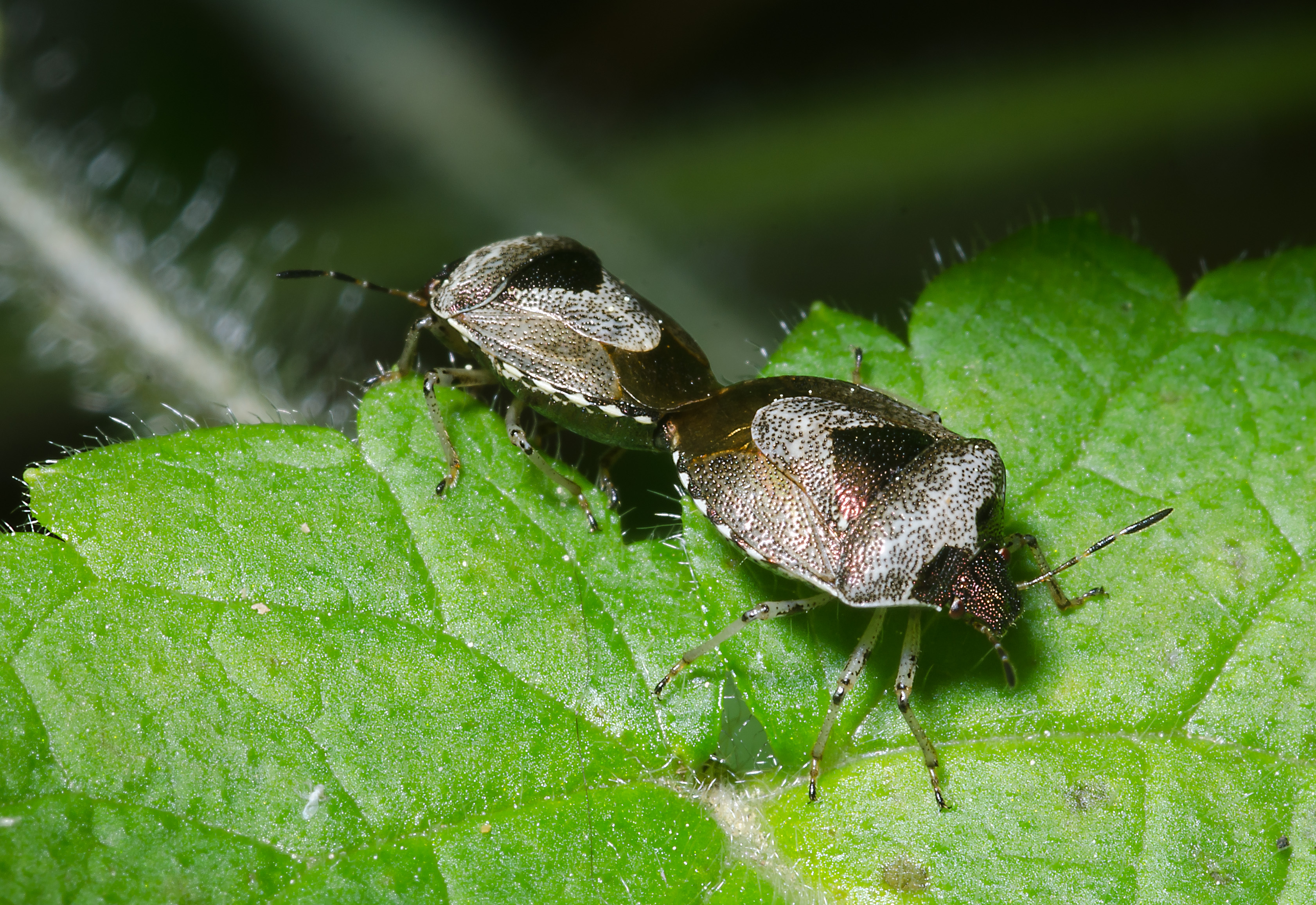
Paring
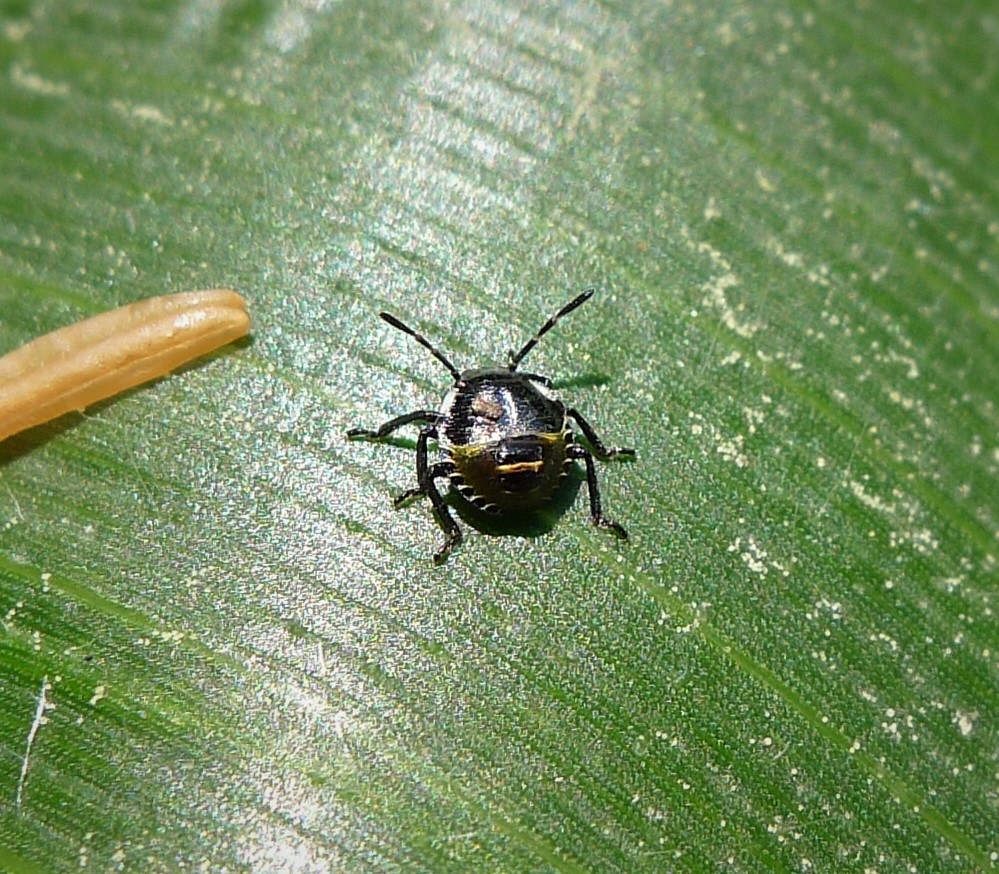
Jonge nimf
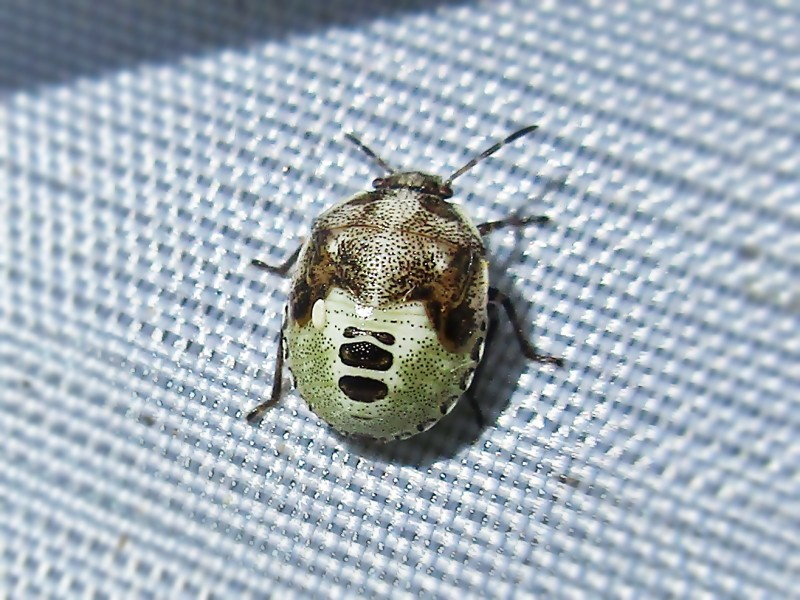
Oudere nimf